# XMRV
XMRV (ang. xenotropic murine leukemia virus-related virus) – gammaretrowirus, który może wpływać na rozwój rodzinnej postaci raka prostaty. Pierwszy poznany gammaretrowirus, który powoduje zakażenie u człowieka. Nazwa wirusa odnosi się do jego podobieństwa do mysiego wirusa MuLV, chociaż istnieją pomiędzy nimi znaczące różnice. Uważa się, że wirus XMRV jest związany z rakiem prostaty poprzez rybonukleazę L, która jest częścią linii naturalnej obrony komórek przed wirusami.
W jednym z badań wykazano, że mutacja R462Q, która powoduje zmniejszenie poziomu aktywności RNazy L, wiąże się z większą podatnością na zakażenie XMRV u mężczyzn, jednak późniejsze badanie wykazało, że zakażenie XMRV zwykle pojawia się niezależnie od zmian w genie RNazy L.
Wirus został odkryty w tkankach nowotworowych gruczołu krokowego za pomocą mikromacierzy zawierających próbki materiału genetycznego z ponad 1000 wirusów. Badanie przesiewowe ujawniło obecność gammaretrowirusów w znacznej liczbie homozygotycznych komórek R462Q, ale niewiele w komórkach heterozygotycznych lub typu dzikiego. Rozszerzone badanie przesiewowe wykazało obecność wirusa u 40% mężczyzn homozygotycznych pod względem R462Q i u 1,5% osób niehomozygotycznych. Wykazano również w każdym przypadku tego samego wirusa. W innym badaniu genom wirusa został zrekonstruowany z mRNA prostaty i wykorzystany do infekowania tkanki gruczołu krokowego w badaniach in vitro. Wykazano, że linie komórkowe z niedoborem RNazy L są bardziej podatne na zakażenie. Niekoniecznie oznacza to, że XMRV powoduje raka prostaty, ale wskazuje, że niedobór RNazy L sprawia, że tkanka gruczołu krokowego jest bardziej podatna na zakażenie wirusem. To z kolei wskazuje na możliwość powiązania zakażenia wirusem i chorobą.
XMRV wiązano również z zespołem przewlekłego zmęczenia; osoby z zespołem przewlekłego zmęczenia miały być częściej zakażone XMRV niż pozostała populacja, lecz badania przeprowadzone w innych laboratoriach nie potwierdziły istnienia zależności. Badaczom zarzucono, że szczepy wirusa znalezione u pacjentów są do siebie podobne, co może sugerować skażenie próbek, ponadto technika wykrywania wirusów XMRV przynosi często wyniki fałszywie pozytywne. Wykryte zostały także błędy metodologiczne, m.in. zły dobór grupy pacjentów. Uczestniczący w badaniach chorzy z zespołem przewlekłego zmęczenia pochodzili z Nevady, a grupę kontrolną dobrano wśród chorych z innych części kraju. Ostatecznie raport Narodowego Instytutu Raka i Uniwersytetu Tufts, że wirus nie ma związku z zespołem zmęczenia, a jego źródłem są prowadzone w latach 90. XX wieku badania nad rakiem prostaty u myszy.
Zasugerowano, że XMRV może być przenoszony drogą płciową.